# Mulher (filme)
Mulher é um filme brasileiro de 1931 dirigido Otávio Gabus Mendes, e estrelado por Carmen Violeta, Celso Montenegro, Ruth Gentil e Alda Rios.

## Elenco
- Carmen Violeta	...	Carmem
- Celso Montenegro	...	Flávio
- Ruth Gentil	...	Lígia
- Luís Soroa	...	Arthur
- Gina Cavalieri	...	Lúcia
- Carlos Eugênio	...	Oswaldo
- Milton Marinho	...	Milton
- Ernane Augusto	...	Mordomo
- Augusta Guimarães	...	Mãe de Carmem
- Humberto Mauro	...	Padrasto de Carmem